# Paul von Lettow-Vorbeck

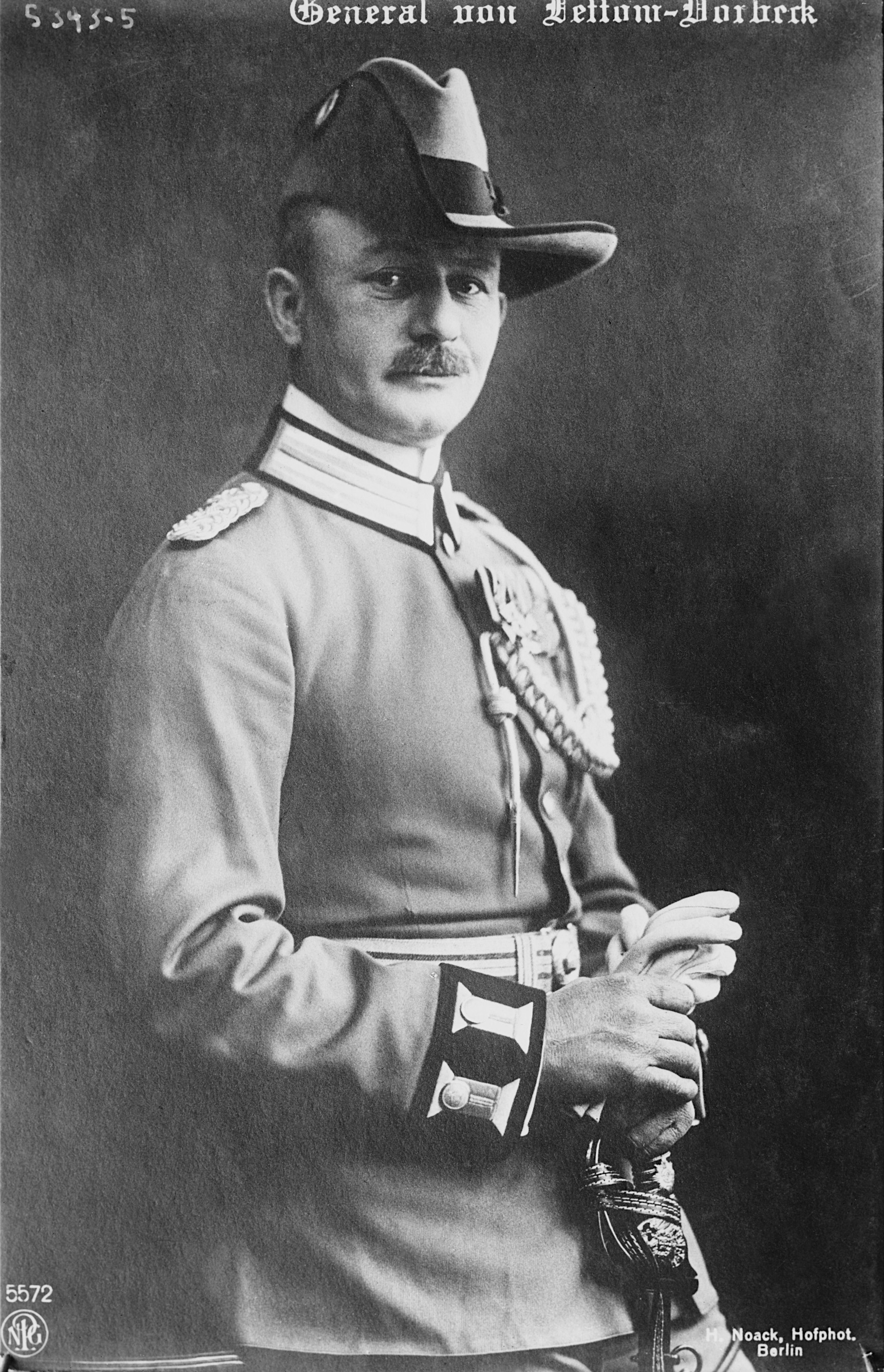
Paul von Lettow-Vorbeck

Paul Emil von Lettow-Vorbeck (* 20. März 1870 in Saarlouis; † 9. März 1964 in Hamburg-Othmarschen) war im Ersten Weltkrieg als deutscher Generalmajor Kommandeur der Schutztruppe für Deutsch-Ostafrika. Er betätigte sich nach 1919 als Schriftsteller, kolonialrevisionistischer Aktivist und Politiker (Deutschnationale Volkspartei).

## Leben

### Familie
Paul von Lettow-Vorbecks Eltern waren der spätere preußische General der Infanterie Paul Karl von Lettow-Vorbeck (1832–1919) aus dem pommerschen Adelsgeschlecht Lettow-Vorbeck und dessen Ehefrau Marie, geborene von Eisenhart-Rothe (1842–1919). Sie war die Tochter des Landschaftsdirektors Ferdinand von Eisenhart-Rothe und der Emilie von Loeper. Die Generalmajore Moritz Eduard von Lettow-Vorbeck (1835–1920) und Max Friedrich von Lettow-Vorbeck (1837–1912) waren seine Onkel. Am 5. März 1919 heiratete Lettow-Vorbeck Martha Wallroth (1884–1953).

### Militärische Laufbahn

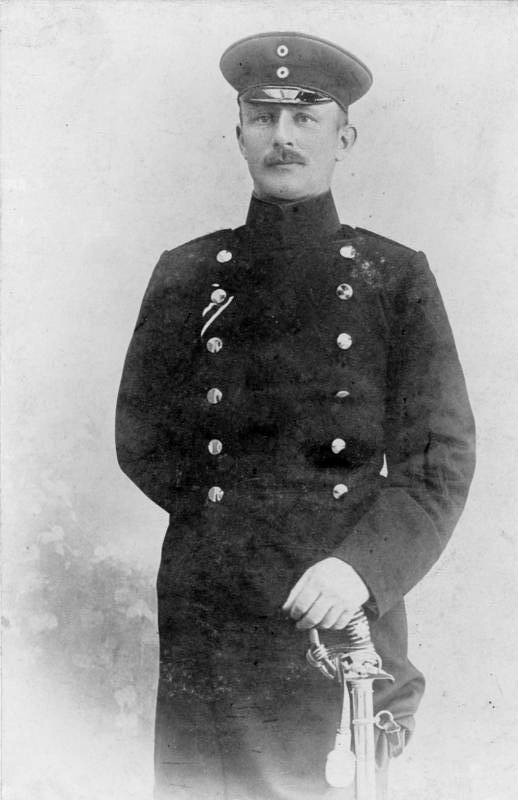
Paul von Lettow-Vorbeck, 1904

Lettow-Vorbeck wurde 1881 als Kadett in das Kadettenhaus Potsdam aufgenommen und wechselte 1884 in die Preußische Hauptkadettenanstalt zu Groß-Lichterfelde über, wo er 1888 das Abitur ablegte. Zuvor besuchte er kurze Zeit das Französische Gymnasium Berlin.
Er trat am 7. Februar 1888 als Portepee-Fähnrich in das 4. Garde-Regiment zu Fuß über, wurde 1889 Sekondeleutnant und 1895 Premierleutnant. 1900/1901 nahm er als Adjutant der 1. Ostasiatischen Infanterie-Brigade an der Zerschlagung der Boxerbewegung in China teil, wo er für seine Leistungen zum Hauptmann befördert wurde. In der Kolonie Deutsch-Südwestafrika nahm er zwischen 1904 und 1906 als Erster Adjutant im Stab des Kommandeurs der Schutztruppe Lothar von Trotha und als Kompaniechef am Völkermord an den Herero und Nama teil. Dabei war er unter anderem an der taktischen Planung der Schlacht am Waterberg beteiligt. Während er Trothas Gesamtstrategie, die auf Einkesselung und Vernichtung des Gegners setzte, für richtig hielt, stand er dem konkreten Operationsplan Trothas kritisch gegenüber. Sein eigener Entwurf kam indes nicht zur Durchführung. Die genozidale Kriegsführung Trothas verteidigte er nachdrücklich.
Im Januar 1906 wurde Lettow-Vorbeck bei einem Gefecht am Auge schwer verwundet, und nach einem Genesungsurlaub in Südafrika kehrte er im Herbst 1906 wieder nach Deutschland zurück und wurde zum Großen Generalstab kommandiert. 1907 wurde er unter Beförderung zum überzähligen Major zum Adjutanten des Generalkommandos des XI. Armee-Korps ernannt. Im März 1909 wurde er Kommandeur des II. Seebataillons in Wilhelmshaven. Bei den drei Seebataillonen handelte es sich um Eliteeinheiten, bei der die Mannschaften freiwillig drei statt zwei Jahre dienten und die wie ein Regiment mit einer Maschinengewehrabteilung ausgerüstet waren. Lettow-Vorbeck nahm an einer der jährlichen Nordlandreisen Kaiser Wilhelms II. teil.
Am 1. Oktober 1913 zum Oberstleutnant befördert, wurde er am 18. Oktober 1913 zum Kommandeur der kaiserlichen Schutztruppe für Kamerun ernannt. Ehe er sein Kommando dort antreten konnte, erfolgte bereits die Kommandierung zur Vertretung des Kommandeurs der Schutztruppe für Deutsch-Ostafrika, der er seit dem 13. April 1914 auch formell als Kommandeur vorstand.

### Kriegseinsatz in Deutsch-Ostafrika

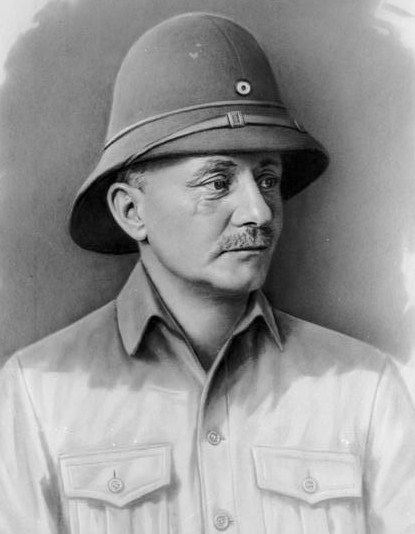
Paul von Lettow-Vorbeck im Ersten Weltkrieg

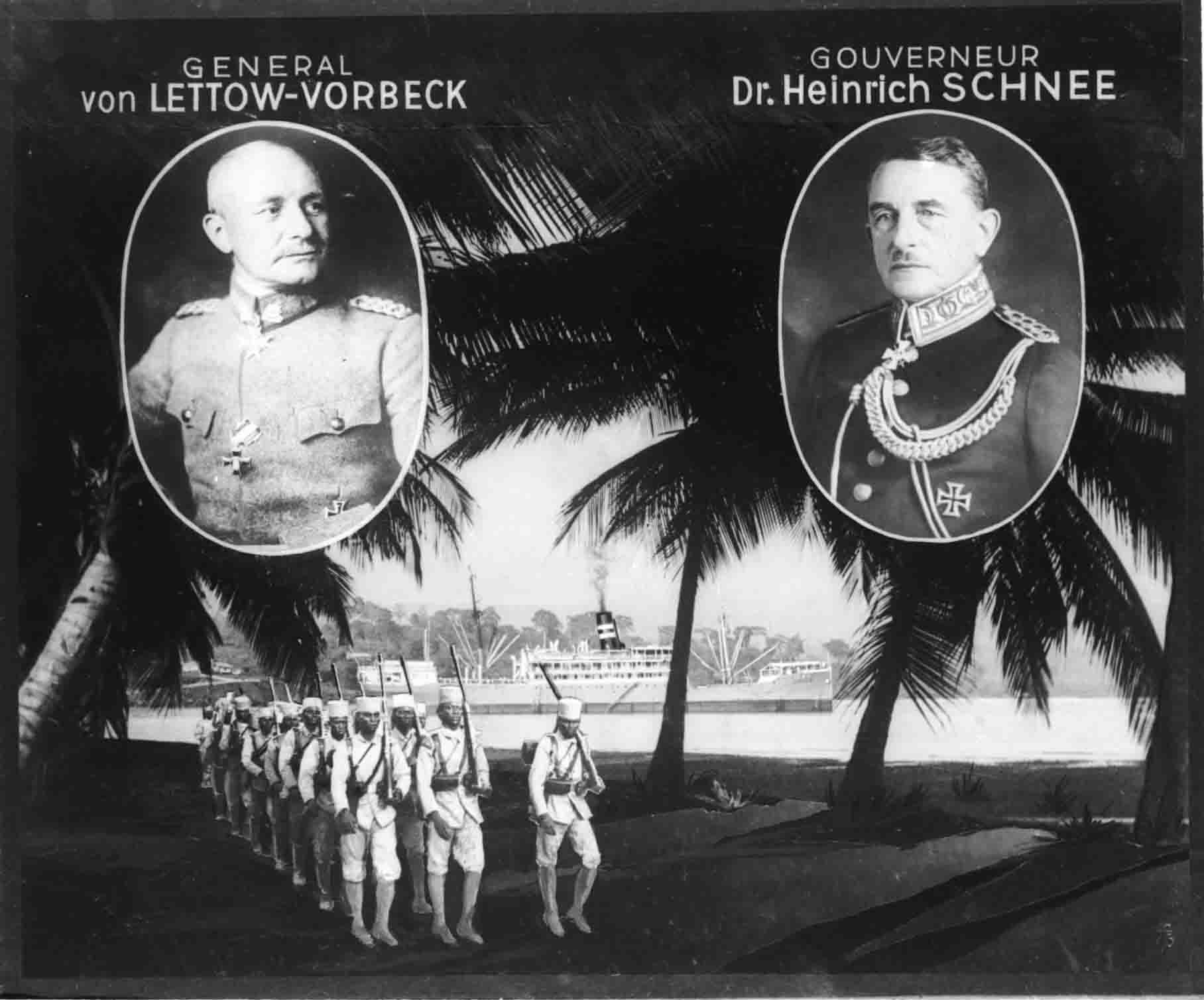
Paul von Lettow-Vorbeck (links) in einer Fotomontage mit Heinrich Schnee

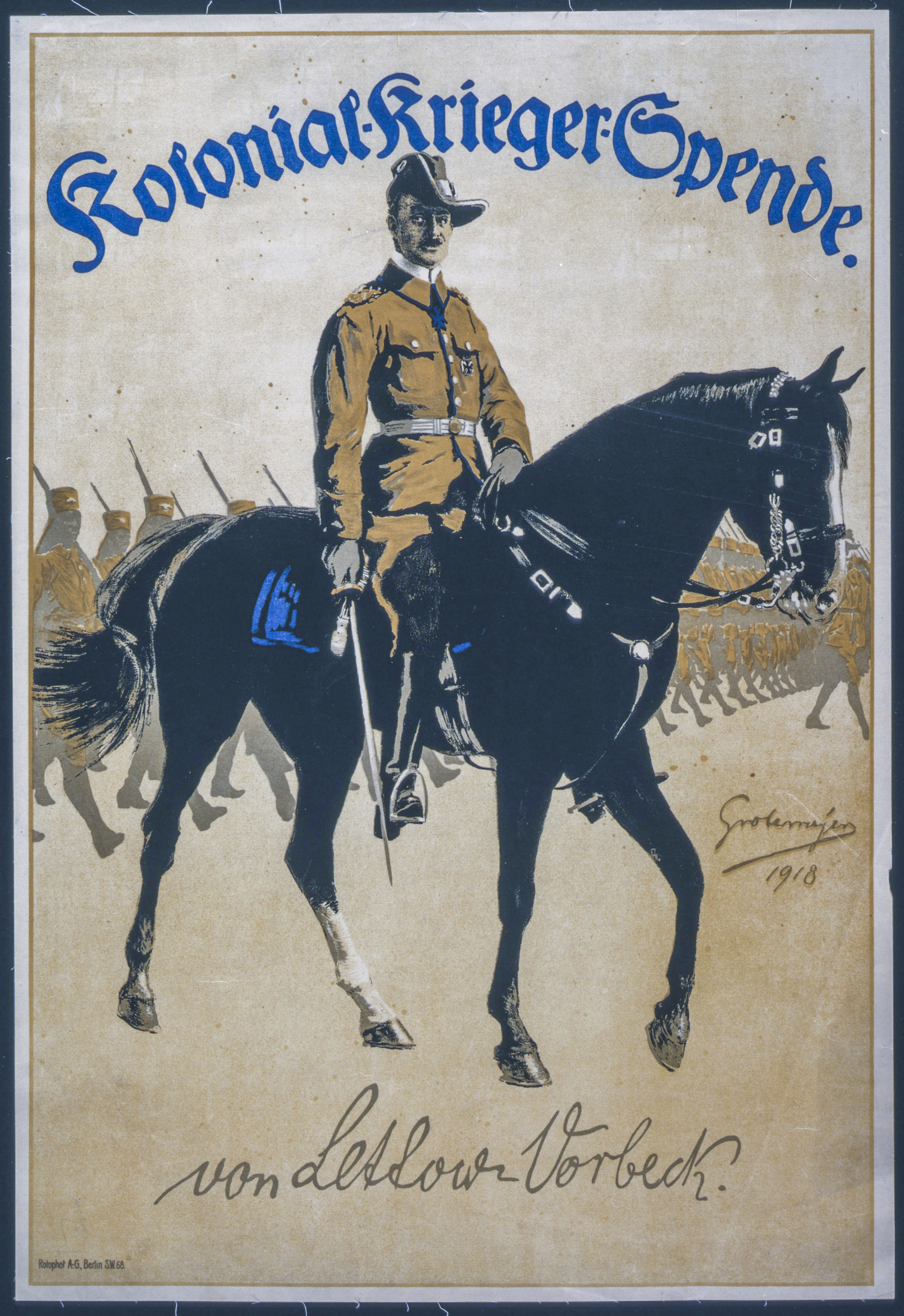
Aufruf für eine Kolonial-Krieger-Spende mit dem Abbild und der Faksimile-Unterschrift von Lettow-Vorbeck (Grafik von Fritz Grotemeyer, 1918)

Im Ersten Weltkrieg gelang es ihm mit der Schutztruppe für Deutsch-Ostafrika, dieses bis 1916 erfolgreich gegen die Briten zu behaupten, wobei er in der Schlacht bei Tanga einen Landungsversuch zahlenmäßig überlegener Kräfte der Angloindischen Armee zurückschlug. Nachdem sowohl die Briten in Kenia wie auch Belgier im Kongo ihre Kräfte verstärkt hatten und ab Januar 1916 zur Großoffensive übergingen (Eroberung von Tabora durch den belgischen General Charles Tombeur), musste sich die Schutztruppe schrittweise zurückziehen und wurde ab Ende 1916 in den Süden der Kolonie abgedrängt.
Lettow-Vorbeck, 1916 zum Oberst befördert, ging zu Guerilla-Taktiken im Jagdkampf der gesamten Schutztruppe in einzelnen Kolonnen über und manövrierte die alliierten Verbände durch Schnelligkeit und enorme Marschleistungen zur Vermeidung von offenen Feldschlachten immer wieder aus. Im November 1917 zog sich Lettow-Vorbeck, nun als Generalmajor, mit den Resten der deutschen Kolonialtruppen in der Schlacht von Ngomano aus Deutsch-Ostafrika nach Mosambik (damals Portugiesisch-Ostafrika) zurück und führte dort seinen Buschkrieg fort. Dabei band er weiterhin erhebliche britische und vor allem südafrikanische Truppen (Union Defence Force), denen es nie gelang, die Schutztruppe entscheidend zu stellen. Sein Hauptgegner war lange Zeit der südafrikanische General Jan Christiaan Smuts, später ein lebenslanger Freund. Mitte 1918 kehrte Lettow-Vorbeck angesichts britischer Verstärkungen in Mosambik wieder nach Norden um und marschierte überraschend zurück nach Deutsch-Ostafrika. Er gelangte durch den Süden des Landes bis nach Nordrhodesien. Dort erfuhr er bei Kasama vom Waffenstillstand in Europa. Hier wurde später ein Denkmal errichtet.
Bei seinen weißen Offizieren und Unteroffizieren sowie bei der deutschen Zivilverwaltung erzeugte er oft Unwillen durch kriegsbedingte Befehle, die Einschränkungen des kolonialen Luxuslebens mit sich brachten. Mit dem Gouverneur Heinrich Schnee bestanden von Beginn an erhebliche Differenzen über die Kriegsziele: Während Schnee vor allem auf den Erhalt des Schutzgebietes in seinem Bestand Wert legte und dazu auch zu Konzessionen an die Briten bereit war, versuchte Lettow-Vorbeck, zur Entlastung der Front am Kriegsschauplatz in Europa möglichst viele alliierte Truppen auf dem afrikanischen Kriegsschauplatz zu binden. Trotz einer vielfachen zahlenmäßigen Unterlegenheit kämpfte er mit seiner Truppe vom deutschen Mutterland isoliert weiter und war der einzige deutsche Kommandeur des Ersten Weltkrieges, der in britisches Gebiet eindrang.
Die menschlichen Verluste seiner und der alliierten Kriegsführung hatte vor allem die afrikanische Bevölkerung der Kolonie und der von ihm invadierten Kolonien Mosambik und Nordrhodesien zu tragen. Beide Seiten mieden direkte Gefechte und versuchten, einander den Nachschub abzuschneiden. So wurden umkämpfte Gebiete verwüstet, arbeitsfähige Männer und Lebensmittel weggenommen. Viele starben so an Hunger und Krankheiten. Die Rekrutierung von Trägern für Nachschub und Materialtransport im wegarmen Land durch alle kriegführenden Seiten kostete nach sachkundigen Schätzungen mindestens 100.000 Träger allein auf britischer Seite das Leben.

„Der deutsche Arzt Ludwig Deppe, der zu Lettow-Vorbecks Tross gehörte, schrieb in seinen Erinnerungen: „Wir ließen zerstörte Felder, ausgeraubte Magazine und, für die nächste Zukunft, Hunger zurück. Wir waren keine Botschafter der Kultur mehr, unsere Spur bestand vielmehr aus Tod, Plünderungen und zerstörten Dörfern – ganz ähnlich wie während des Feldzuges unserer eigenen und der feindlichen Armeen im Dreißigjährigen Krieg.““

Die Truppen Lettow-Vorbecks bestanden zum größten Teil aus einheimischen Askari. Nur einige hundert Deutsche kämpften in seiner Truppe und bildeten vor allem das Offizierskorps. Mitte 1915 wurden auch die Überlebenden der Königsberg mit der geborgenen Schiffsartillerie und die Besatzung der Somali in seine Truppe eingegliedert.

### Ende des Ersten Weltkriegs

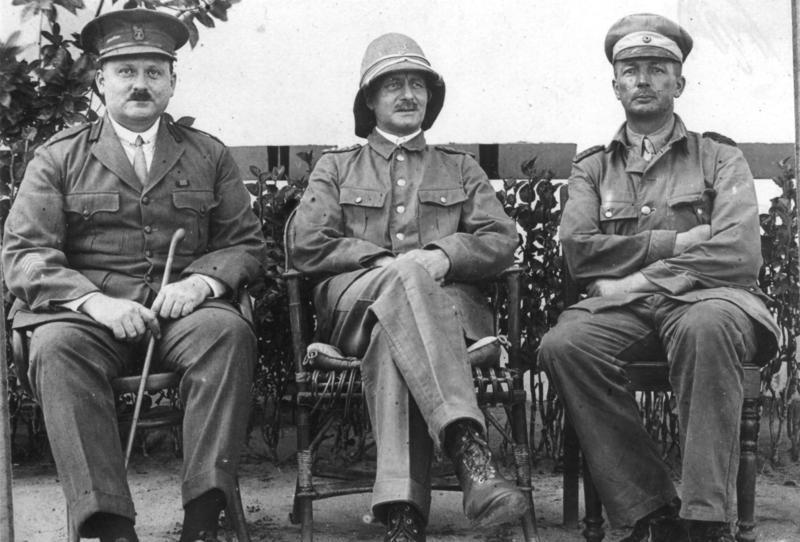
Lettow-Vorbeck (Mitte) mit (links) britischem und (rechts) deutschem Offizier, 1919

Am 13. November 1918, also zwei Tage nach dem Waffenstillstand in Europa, erfuhr der inzwischen zum Generalmajor beförderte Lettow-Vorbeck aus den Papieren eines gefangengenommenen britischen Motorradfahrers, der die Meldung den britischen Truppen überbringen sollte, vom Waffenstillstand von Compiègne und der angeordneten Übergabe der Schutzgebiete binnen eines Monats. Er misstraute der Meldung, da er mangels Kommunikationsmöglichkeiten die Nachricht nicht vom deutschen Oberkommando bestätigen lassen konnte. Schließlich traf aus Salisbury in Südrhodesien eine Bestätigung des Waffenstillstands ein, an der nicht zu zweifeln war. Am 18. November 1918 erfuhren die letzten kämpfenden Einheiten beider Seiten von der Waffenruhe in Europa.
Gemäß dem Waffenstillstand von Compiègne vereinbarte man mit den Briten zwecks Überführung nach Deutschland den gemeinsamen Abmarsch nach Abercorn südlich des Tanganjika-Sees, wo Lettow-Vorbeck am 25. November 1918 die Waffen niederlegte. Die Schutztruppe wurde in Daressalam interniert und ab Januar 1919 auf Schiffen und über Häfen der neutralen Niederlande mit ihren Waffen nach Deutschland abtransportiert. Der Abzug der militärisch ungeschlagenen Schutztruppe in die Heimat war eines der wenigen Zugeständnisse der Sieger im Waffenstillstandsabkommen. Als Helden gefeiert zogen Lettow-Vorbeck und Schnee am 2. März 1919 an der Spitze ihrer Truppe durch das Brandenburger Tor in Berlin ein.

### Freikorps und Kapp-Putsch
Im April 1919 übernahm General Lettow-Vorbeck die Führung der dem Garde-Kavallerie-Schützen-Korps unterstehenden Marine-Division, zu dem auch das Schutztruppen-Regiment 1 gehörte.

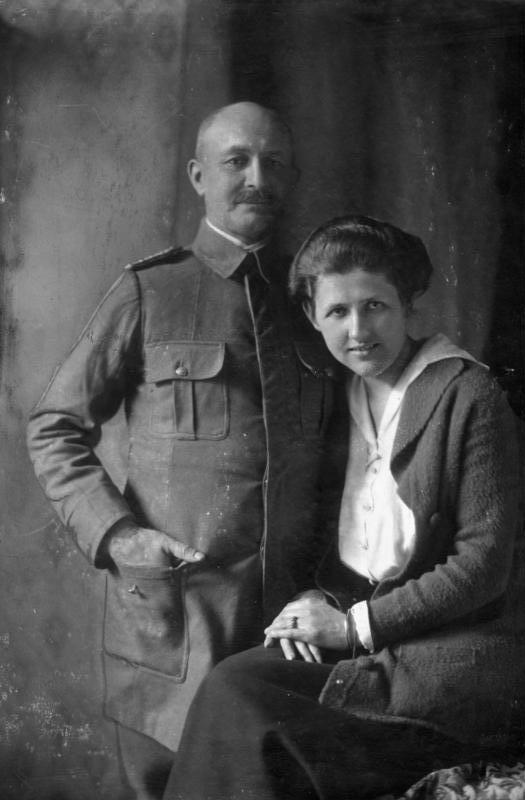
Paul von Lettow-Vorbeck und seine Ehefrau Martha (1919)

In Hamburg begannen am 23. Juni 1919 Aufstände wegen verdorbener Lebensmittel (die sogenannten Sülzeunruhen). Vier Tage nach Ende der Unruhen marschierte Lettow-Vorbeck mit dem „Korps Lettow“ (Stärke ca. 10.000 Soldaten) am 1. Juli 1919 in die Stadt ein, obwohl sich die Lage bereits wieder deutlich beruhigt hatte. Der Einsatz der Reichswehr unter Lettow-Vorbeck konnte zwar letztlich die Ausschreitungen beenden und die sich bekämpfenden Hamburger Bürger entwaffnen; durch das rigorose Vorgehen des Korps stieg die Zahl der Toten von 15 auf 80.
Ab Oktober 1919 führte Lettow-Vorbeck die Reichswehr-Brigade 9 des „Übergangsheeres“ in Schwerin. Am 30. Januar 1920 wurde ihm das Ritterkreuz des sächsischen Militär-St.-Heinrichs-Ordens ausgehändigt. Den höchsten preußischen Militärorden, den Pour le Mérite, hatte er bereits am 4. November 1916 erhalten, das Eichenlaub dazu am 10. Oktober 1917.
Lettow-Vorbeck, der wohl seit 1919 in die Pläne für einen Putsch zur Beseitigung der Regierung eingeweiht war, folgte im März 1920 den Befehlen des ihm vorgesetzten militärischen Anführers des Kapp-Putsches Walther von Lüttwitz und übernahm die vollziehende Gewalt in den zu seinem Befehlsbereich gehörenden Freistaaten Mecklenburg-Schwerin und Mecklenburg-Strelitz. Die nicht kooperationswillige Regierung von Mecklenburg-Schwerin setzte er ab und nahm ihre Mitglieder in Schutzhaft, zudem verhängte er den Belagerungszustand und setzte Standgerichte ein. Aus Berlin forderte er das Freikorps Roßbach zur Unterstützung an. Nach der Rückkehr der Reichsregierung versuchte er, seine Handlungen zu entschuldigen und sich der demokratischen Regierung wieder anzudienen. Dessen ungeachtet wurde er umgehend beurlaubt und eine Untersuchung gegen ihn eingeleitet. Sein Nachfolger als Chef des norddeutschen Wehrkreiskommandos II der Reichswehr wurde Generalleutnant Erich Weber, der die Auflösung des Freikorps Roßbach und die Entwaffnung seiner verbliebenen Mitglieder und anderer rechtsgerichteter Selbstschutzgruppen umsetzen sollte.
Ein Prozess gegen Lettow-Vorbeck wegen mutmaßlichen Hochverrats vor dem Reichsgericht kam nicht zustande. Nach einer Voruntersuchung stellte das Reichsgericht das Verfahren am 20. September 1920 ein, da Lettow-Vorbeck die von ihm befehligte Reichswehr-Brigade 9 seinem regulären Dienstvorgesetzten, dem Putschisten General von Lüttwitz, in gutem Glauben unterstellt habe, sodass man ihm deswegen keine Beteiligung an dem Putsch vorwerfen könne. Am 20. Oktober wurde Lettow-Vorbeck mit einer Charakterisierung zum Generalleutnant unter Beibehaltung seiner Pensionsansprüche und mit der ehrenvollen Berechtigung, weiterhin seine Uniform tragen zu dürfen, aus der Reichswehr entlassen.

### Weimarer Republik und Zeit des Nationalsozialismus
Nachdem er im März 1919 geheiratet hatte, zog Lettow-Vorbeck im Sommer 1920 mit seiner Frau und den drei Stiefkindern nach Niedergörne an der Elbe, wo ihm der Rittergutsbesitzer Rudolf von Lucke, ein alter Bekannter, ein Gutshaus überließ. Hier wurden auch seine ersten beiden Söhne geboren. Neben seiner Generalspension und dem Erbe seiner Eltern bestritt Lettow-Vorbeck seinen Lebensunterhalt mit Bucheinkünften und Vorträgen über den Ostafrikafeldzug und die Kolonien, die von Organisationen wie der Bismarckjugend, dem Verein für das Deutschtum im Ausland oder dem Deutschvölkischen Schutz- und Trutzbund veranstaltet wurden. Seine Ausrichtung sei dabei, wie sein Biograph Eckard Michels vermerkt, eindeutig politisch konservativ bis rechtsextrem gewesen. Lettow-Vorbecks Kolonialrevisionismus, der unter Hinweis auf Deutschlands angebliche Überbevölkerung die Rückgabe der Kolonien forderte und deren wirtschaftlichen Wert betonte, sei dabei immer mehr in den Hintergrund getreten. Lettow-Vorbeck habe zunehmend den militärischen Glanz des Kaiserreichs und das angeblich im Felde unbesiegte Heer verkörpert.
Ein lukratives Angebot einer Gruppe kolonialinteressierter Bremer Bürger, darunter Bankiers, Besitzer von Handelsfirmen und Angehörige des Bildungsbürgertums, die sich in der Kolonialen Arbeitsgemeinschaft Bremen zusammengeschlossen hatten, lockte Lettow-Vorbeck nach Bremen. Ihm wurde eine Doppelhaushälfte im vornehmen Stadtteil Schwachhausen finanziert und eine Anstellung beim Bremer Bankenverein in Aussicht gestellt. Offenbar wollte man als Vaterstadt des Kolonialpioniers Adolf Lüderitz auch noch Deutschlands berühmten Verteidiger des Kolonialreichs in der Stadt wissen. Lettow-Vorbeck wurde auch zum Ehrenvorsitzenden des Gaues Bremen des Stahlhelms ernannt.
Lettow-Vorbeck übernahm zunächst die Devisenabteilung einer Bremer Bank, wechselte aber 1925 in eine Eisengroßhandlung, für die er Filialen in Nordwestdeutschland inspizierte. Zeitweilig saß er auch im Aufsichtsrat der Berliner Deutsche Aero Lloyd. Er hielt auch weiter seine Vorträge. Die Schwachhausener Doppelhaushälfte ließ er umbauen und erweitern, zumal noch zwei Töchter die Familie vergrößerten. Die Lettow-Vorbecks beschäftigten eine Küchenhilfe und eine Haushälterin, besaßen ein Automobil und ein Reitpferd. Lettow-Vorbeck pachtete auch ein Jagdrevier.
Im Frühjahr 1928 ließ sich Lettow-Vorbeck von der DNVP in Bayern im Wahlkreis 24 (Augsburg, Ingolstadt, München) als Kandidat für die Reichstagswahl 1928 aufstellen. Bei der Wahl am 20. Mai 1928 erlitt die DNVP zwar schwere Verluste. Trotzdem zog Lettow-Vorbeck über seinen sicheren Listenplatz in den Reichstag ein und zog sich aus seinem Bremer Berufsleben zurück. Im Reichstag trat er nicht besonders hervor. Er hielt binnen zwei Jahren drei Reden zu militärischen Fragen, etwa in der Debatte um den Panzerkreuzer A, und bekleidete keine Ämter. Beim Flügelstreit innerhalb der DNVP neigte er dem Westarp-Flügel zu, zeigte sich aber vor allem gegenüber Hindenburg und dessen Unterstützung Brünings als Reichskanzler loyal. Nach der Parteispaltung im Januar 1930 schloss sich Lettow-Vorbeck der sezessionistischen Konservativen Volkspartei (KVP) an, die Brüning unterstützte, und unterzeichnete ihren Gründungsaufruf. Für die KVP kandidierte er bei der Reichstagswahl 1930 in den Wahlkreisen 24, 25 (Niederbayern-Oberpfalz) und 26 (Franken). Obwohl er ein prominentes Aushängeschild der Kleinpartei war, erhielt er nur den Listenplatz 9. Mit etwa 3 % der Stimmen holte er das reichsweit beste Ergebnis eines KVP-Kandidaten. Aber die KVP schnitt grundsätzlich so schlecht ab, dass sie nur vier Abgeordnete in den neuen Reichstag brachte. Lettow-Vorbeck zog sich aus der Politik zurück. Bei der Reichspräsidentenwahl 1932 unterstützte er öffentlich Hindenburg.
1926 konnte er durchsetzen, dass die ehemaligen Askari der deutsch-ostafrikanischen „Schutztruppe“ den seit 1917 noch ausstehenden Sold erhielten und außerdem eine kleine Rente, die auch später durch die Bundesrepublik Deutschland weitergezahlt wurde. Im Jahr 1929 besuchte er auf Einladung von britischen Veteranen des Ostafrikafeldzugs Großbritannien und wurde als Ehrengast behandelt. Er wohnte dabei bei Richard Meinertzhagen. Er traf Personen wie Jan Christiaan Smuts und erhielt eine Audienz beim Prince of Wales. Zu Ehren Lettow-Vorbecks gab es Empfänge und Essen. Er nahm auch an einem Festdinner für 1.100 Veteranen des Ostafrikafeldzugs teil. Das britische Kriegsministerium überreichte ihm seine Orden und Tagebücher, welche er 1916 in Afrika vergraben hatte, aber von Briten gefunden wurden. Er förderte den Bau des auch von ihm 1932 eingeweihten Reichskolonialehrendenkmals (heute Antikolonialdenkmal) in Bremen. Bei dem Einweihungsfestakt hielt er eine der Reden, die vor allem die Rückforderung der deutschen Kolonien zum Inhalt hatten.
Lettow-Vorbeck wurde 1933 von Hitler umworben und erfolglos zum Eintritt in die NSDAP aufgefordert. Die Leitung des ihm angebotenen Reichskolonialministeriums lehnte er ab. Im April 1933 protestierte er erfolglos bei Reichspräsident Hindenburg gegen die Entlassung des Bremer Polizeiobersten Walter Caspari durch die Nationalsozialisten. Trotzdem wurde er am 25. September 1933 in den Bremer Staatsrat berufen, der den Senat in Regierungsfragen beraten sollte und in dem Lettow-Vorbeck für Kolonialfragen zuständig war. In Konflikt mit dem Nationalsozialismus geriet Lettow-Vorbeck 1934, als er sich entschieden dafür einsetzte, dass der Stahlhelm, Bund der Frontsoldaten nicht in die SA-Reserve überführt werden sollte. Er setzte sich stattdessen für einen neuen Soldatenbund ein. In Bremen hatte es Übergriffe von SA-Männern auf Angehörige des „Stahlhelms“ und auch auf Lettow-Vorbecks Büro gegeben, gegen die er bei Hindenburg, Ernst Röhm und Hitler protestierte. Seine Initiative blieb jedoch erfolglos, und da Lettow-Vorbeck offenbar auch nicht aus der SA-Reserve austrat, wurde auch er 1933 Mitglied der SA.
Entgegen seiner nach dem Krieg behaupteten Gegnerschaft distanzierte sich Lettow-Vorbeck nicht vom Nationalsozialismus, sondern warb etwa unter seinen „Ostafrikanern“ für das neue Regime. Während der Zeit des Nationalsozialismus blieb er eine zentrale Gestalt der kolonialen Soldatengemeinschaft und trat auf Kundgebungen und Gedenkveranstaltungen auf, darunter auf dem „Kolonialgedenktag des Deutschen Volkes“ 1936 in Breslau und beim „Ostafrikanertreffen“ 1938 in Hamburg. Seine Person und seine Kriegführung in Deutsch-Ostafrika wurden als Paradebeispiel deutschen Soldatentums inszeniert. Zu seinem 50-jährigen „Dienstjubiläum“ 1938 zu einem „genialen Soldaten“ stilisiert, ehrte ihn Hitler am 25. „Tannenbergtag“, dem 27. August 1939, mit der Verleihung des Charakters eines Generals der Infanterie.

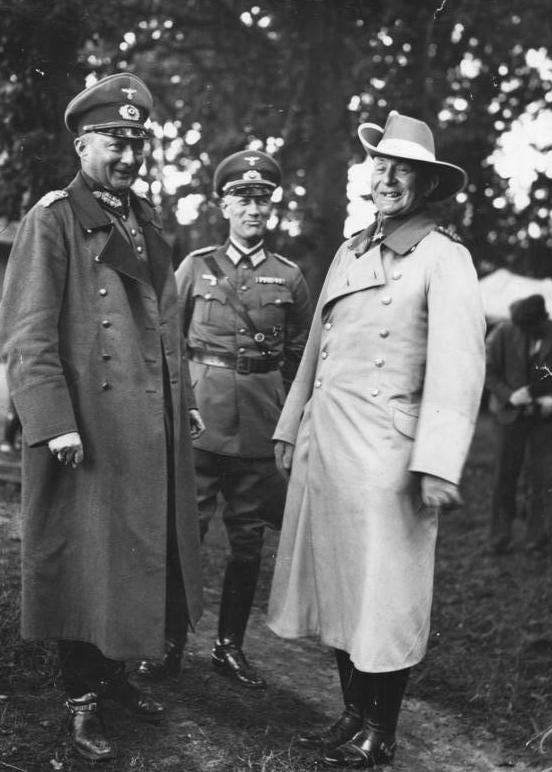
Lettow-Vorbeck (rechts) als Gast bei den großen Truppenmanövern bei Celle mit dem Befehlshaber des Wehrkreises VI Generalleutnant Günther von Kluge, September 1935

Lettow-Vorbecks propagandistische Tätigkeit im Rahmen der soldatischen Kolonialpropaganda wurde von den nationalsozialistischen Eliten unterschiedlich beurteilt. Während etwa Generalfeldmarschall August von Mackensen bei Hitler anregte, Lettow-Vorbeck mehr in den Vordergrund der Propaganda zu stellen, notierte Propagandaminister Joseph Goebbels am 21. Januar 1938 über Lettow-Vorbeck in seinem Tagebuch: „Auch so ein Reaktionär! Ich werde ihm das schon versalzen.“ Und am 2. Februar 1938: „Lettow-Vorbeck stänkert gegen den Staat und gegen die Partei. Ich lasse ihm das öffentliche Reden verbieten.“ Für einige Nationalsozialisten schien Lettow-Vorbeck nicht mehr die richtige Gesinnung zu verkörpern. Der bereits 1918 verstorbene Carl Peters hingegen, in der Weimarer Republik noch verpönt wegen seiner offenen Gewalttätigkeit gegen Indigene, wurde ihm ideologisch vorgezogen.
Lettow-Vorbeck erinnerte immer wieder an die Treue der Askari und entwarf dabei zugleich eine heldische Konzeption des deutschen Soldaten. Dieser „Askari-Mythos“ unterstrich die militärischen und zivilisatorischen Leistungen der weißen Deutschen. Dass die Askari in seiner Vorstellung auch eine Germanisierung durchlaufen konnten, brachte ihn in Widerspruch zur nationalsozialistischen Rassenlehre, die Afrikanern keine Anpassungsfähigkeit und Erziehbarkeit zugestand. Laut der Biografie des Historikers Uwe Schulte-Varendorff war die von Lettow-Vorbeck vertretene Legende von den „treuen“ Askari „nichts als reine Kolonialpropaganda, die einzig und allein dem Zweck diente, die Forderung nach Rückgabe der Kolonien zu legitimieren.“ Lettow-Vorbeck habe seine Askari schlecht behandelt, und Afrikaner seien für ihn nur „primitive Schwarze“ mit geringerer Intelligenz und geringerem Kulturstand gewesen. Er habe insgesamt die rassistische Einstellung der Überlegenheit der weißen gegenüber allen anderen Rassen vertreten, sei antisemitisch und national-völkisch eingestellt gewesen. In der NS-Zeit sei er selbst als Verfechter der Rassenpflege und Rassenhygiene hervorgetreten.
Am 5. Juni 1940 fiel Lettow-Vorbecks Sohn Rüdiger von Lettow-Vorbeck, am 19. Oktober 1941 dessen Bruder Arnd. 1945 wurde das Haus Lettow-Vorbecks in Bremen durch einen Luftangriff zerstört. Er zog in den Kreis Eutin und dann nach Hamburg um.
Die Nationalsozialisten versuchten Lettow-Vorbecks Popularität für ihre Zwecke zu nutzen, dieser blieb seiner deutschvölkischen Haltung treu und setzte sich für die Rückgabe der Kolonien ein.
Als die Nationalsozialisten ab 1943 dem Kolonialrevisionismus zugunsten der Eroberung des „Lebensraumes Ost“ dann endgültig die Absage erteilten, wurde Lettow-Vorbeck für sie uninteressant.
Lettow-Vorbeck war laut der Biografie von Uwe Schulte-Varendorff ein „Militarist, der im Soldatentum die höchste Form des menschlichen Daseins erblickte“. Im Krieg seien für ihn alle Mittel erlaubt gewesen, wie seine rücksichtslose Kriegsführung in Ostafrika zeige. Die für ihn „minderwertige Rasse“ der Afrikaner habe er als reines „Menschenmaterial“ betrachtet. Als „autoritärer Selbstdarsteller“ und „absoluter Machtmensch“ habe er sich in seinen „selbstverherrlichenden Schriften“ seine eigene Wirklichkeit geformt.

### Nachkriegszeit
Da er nach dem Krieg zunächst keine Rente oder Pension erhielt, sammelte sein Gegner aus dem Ersten Weltkrieg, Jan Christiaan Smuts, unter seinen Offizieren finanzielle Unterstützung für ihn.
Im Auftrag einer Illustrierten bereiste Lettow-Vorbeck 1953 nochmals seine ehemaligen Wirkungsstätten in Afrika. In Daressalam begrüßten ihn 400 ehemalige Askari, die mit ihm ein „Wiedersehen feierten“. Sein kurz danach veröffentlichtes Buch Afrika, wie ich es wiedersah ist eine Rechtfertigung der Kolonialherrschaft. Zwar sollten „einmal die Eingeborenen sich auch ganz selbständig regieren“, räumte er ein, dies könne aber nur ein Fernziel sein: „Bis es soweit ist, ist europäische Führung notwendig; das sehen auch die verständigen Schwarzen ein.“ Er begrüßte auch das südafrikanische Apartheidregime. 1956 wurde von Lettow-Vorbeck zum Ehrenbürger seiner Geburtsstadt Saarlouis ernannt.
1957 erschienen seine Memoiren (Titel Mein Leben).
Als von Lettow-Vorbeck 1964 in Hamburg starb, ließ die Bundesregierung zwei ehemalige Askari als Staatsgäste von der Bundeswehr einfliegen, damit diese „ihrem“ General die letzte Ehre erweisen konnten. Einige Bundeswehroffiziere wurden für die Ehrenwache abkommandiert. Verteidigungsminister Kai-Uwe von Hassel – Sohn eines Schutztruppenoffiziers aus Deutsch-Ostafrika – hielt die Trauerrede mit dem Kernsatz, der Tote sei „wahrlich im Felde unbesiegt“ gewesen.
Paul von Lettow-Vorbeck wurde in Pronstorf, Kreis Segeberg, Schleswig-Holstein, auf dem Friedhof der Vicelinkirche beigesetzt.

## Gedenken

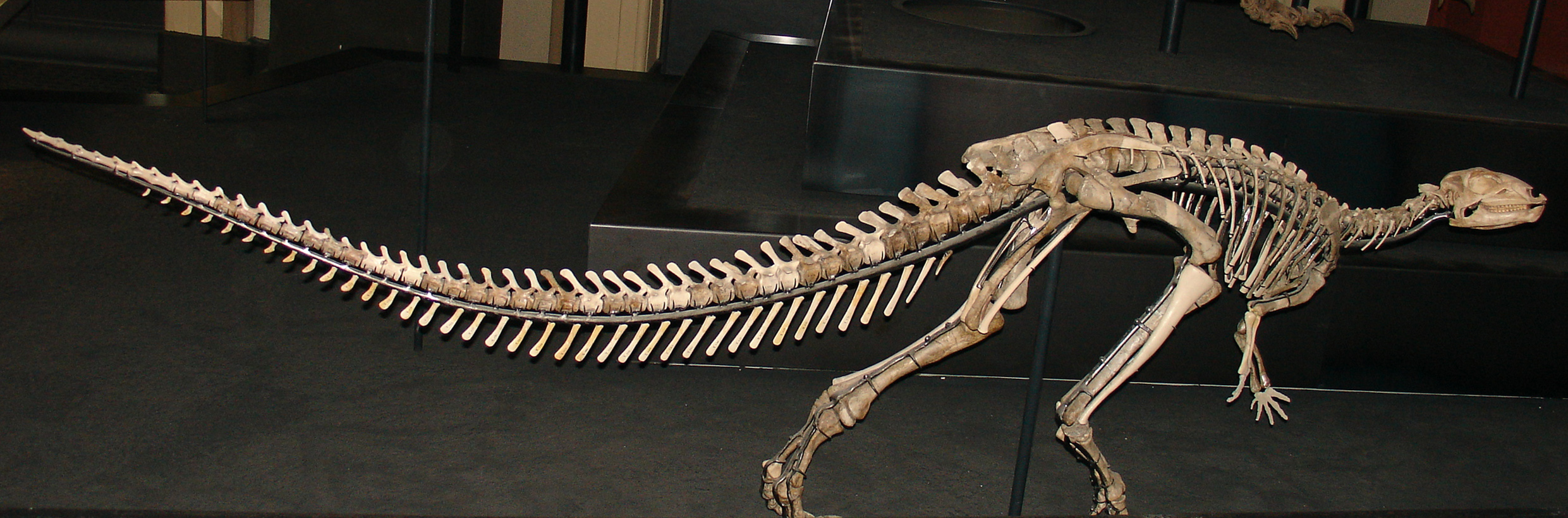
Skelettrekonstruktion von Dysalotosaurus lettowvorbecki im Berliner Museum für Naturkunde

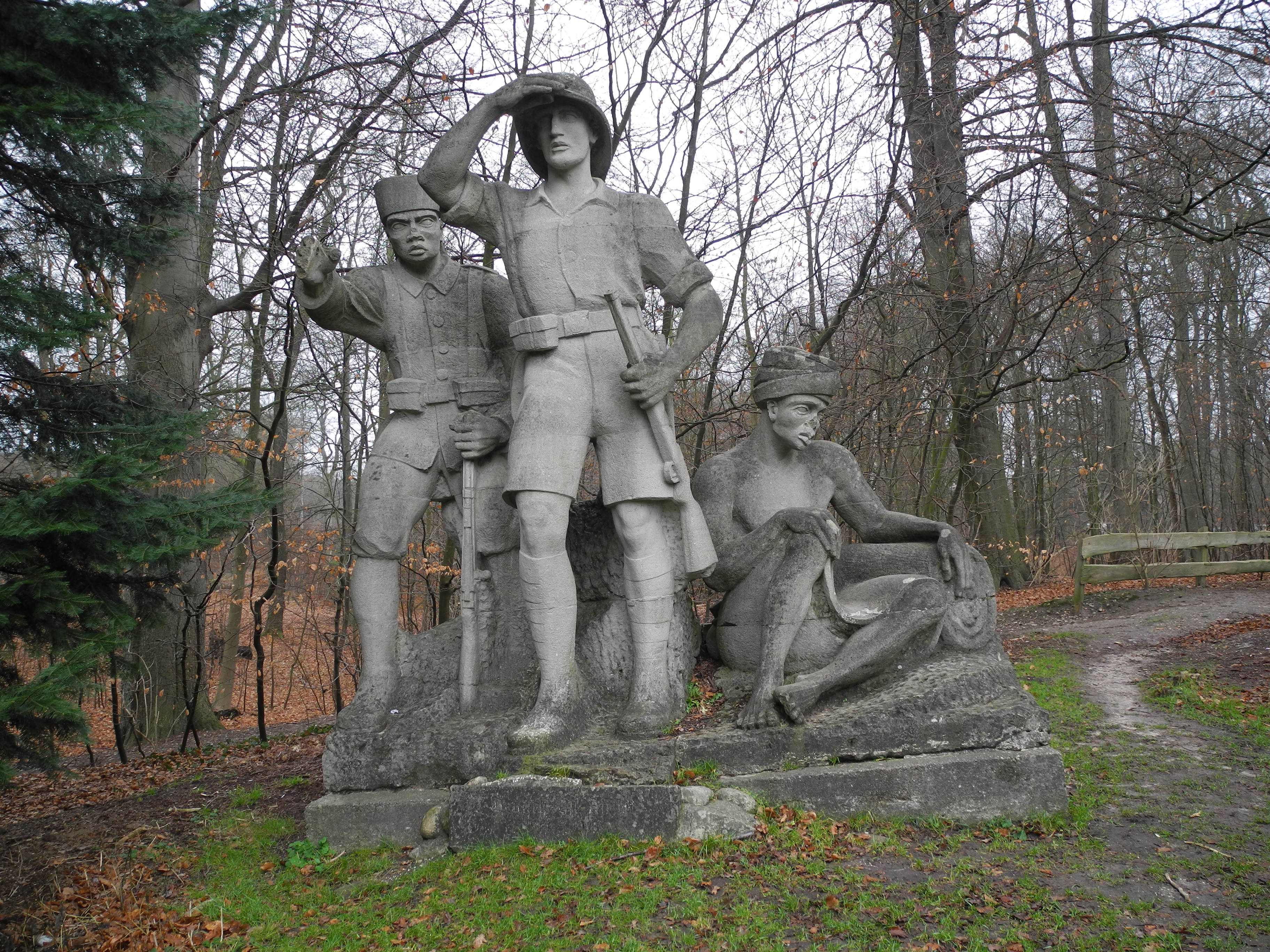
Deutsch-Ostafrikaner-Ehrenmal in Aumühle an der Bismarck-Mühle

Eine 1919 von Hans Virchow (Sohn von Rudolf Virchow) wissenschaftlich beschriebene Dinosaurier-Art wurde Dysalotosaurus lettowvorbecki genannt. Zahlreiche, teils gut erhaltene Fossilien dieser Art waren bei Ausgrabungen der Berliner Tendaguru-Expedition im damaligen Deutsch-Ostafrika (zusammen mit weiteren Sauriern) gefunden worden.
In mehreren deutschen Städten waren und sind Straßen nach Paul von Lettow-Vorbeck benannt, so in Cuxhaven. Auch Schulen und Kasernen (siehe Lettow-Vorbeck-Kaserne) erhielten seinen Namen.
Seit der Jahrtausendwende hat eine kritische Aufarbeitung der kolonialen Vergangenheit Deutschlands zu Debatten über diese Namenspraxis geführt. Infolgedessen wurden in Saarlouis, Wuppertal, Mönchengladbach und Hannover Straßen umbenannt. In Hannover wurde die Straße 2011 erst nach einer verwaltungsgerichtlichen Auseinandersetzung umbenannt. Eine Berufung vor dem Oberverwaltungsgericht sollte beantragt werden. Diese erfolgte entweder nicht oder war erfolglos.
Die ehemalige Lettow-Vorbeck-Kaserne in Bremen (In der Vahr 76) wird seit Ende 1999 als Polizeipräsidium genutzt. Die Lettow-Vorbeck-Kaserne in Hamburg-Jenfeld wurde 2005 endgültig geschlossen und die Lettow-Vorbeck-Kaserne in Bad Segeberg Ende 2008. Die weiterhin bestehende Kaserne in Leer (Ostfriesland) trug seinen Namen; seit Herbst 2010 heißt sie Evenburg-Kaserne.

## Schriften
- Meine Erinnerungen aus Ostafrika. Koehler, Leipzig 1920.
- Heia Safari! – Deutschlands Kampf in Ostafrika. Koehler & Amelang, Leipzig 1920 (gekürzte Fassung des vorigen Titels).[44] Klappentext
- Kwa Heri Bwana! Auf Wiedersehen, Herr. Klein, Lengerich 1954.
- Afrika, wie ich es wiedersah. Lehmann, München 1955.
- Mein Leben. Koehler, Biberach an der Riss 1957 (Auszüge).
- Als Herausgeber: Die Weltkriegsspionage: Authentische Enthüllungen über Entstehung Art, Arbeit, Technik, Schliche, Handlungen, Wirkungen und Geheimnisse der Spionage vor, während und nach dem Kriege auf Grund amtlichen Materials aus Kriegs-, Militär-, Gerichts- und Reichsarchiven. Vom Leben und Sterben, von den Taten und Abenteuern der bedeutendsten Agenten bei Freund und Feind. Justin Moser, München 1931.

## Film
- Lettow-Vorbeck. Der Deutsch-Ostafrikanische Imperativ. (BRD 1984, Regie: Christian Doermer, Dokumentarspielfilm)
- Afrika, mon amour (D 2007, Regie: Carlo Rola, Filmdrama mit Ernst Meincke als Lettow-Vorbeck)